# Phraya Manopakornnitithada
Phraya Manopakornnitithada (język tajski พระยามโนปกรณ์นิติธาดา), urodzony jako Kon Hutasingha (język tajski ก้อน หุตะสิงห) (ur. 15 lipca 1884 w Bangkoku, zm. 1 października 1948 w Penang) – tajski polityk, pierwszy premier Syjamu po przewrocie z 1932, buddysta.
Absolwent uniwersytetu w Bangkoku, ukończył następnie szkołę prawniczą przy Ministerstwie Sprawiedliwości. Studiował także w Londynie. Po powrocie do Tajlandii pracował w Ministerstwie Sprawiedliwości, stopniowo awansując w strukturze tego resortu. W 1918 został członkiem rady królewskiej.
28 czerwca 1932 po wojskowo-cywilnym zamachu stanu powołano go na przewodniczącego Komitetu Publicznego (odpowiednik premiera). Rządem kierował przez trzy kadencje do 20 czerwca 1933, kiedy to został obalony przez generała Phraya Phahon Phonphayuhasena w tzw. Cichym Zamachu Stanu. Po przewrocie opuścił kraj, udając się do Penangu, gdzie zmarł w 1948.